# (2569) Madeline
(2569) Madeline (1980 MA) – planetoida z pasa głównego asteroid okrążająca Słońce w ciągu 4,26 lat w średniej odległości 2,63 j.a. Odkryta 18 czerwca 1980 roku.